# Hundabrævið
L'Hundabrævið (en feroès "Carta dels gossos") és un text legal medieval elaborat a les illes Fèroe a mitjan segle xiv. En ell el Løgting (parlament) estableix les directrius sobre la possessió de gossos a les illes i quants d'aquests animals es permetien a cada poble. Els gossos eren acceptats únicament per a la cura del bestiar i si algun d'ells arribava a ocasionar algun dany o representava un perill per a alguna persona o els seus animals domèstics, es podia demanar davant la justícia l'execució del gos.
Al no existir gaires referències sobre la història medieval de les Illes Fèroe, l'Hundabrævið és el primer document escrit en el qual s'esmenten diversos poblats de l'arxipèlag i serveix, per tant, per a traçar-ne els seus orígens. Els poblats esmentats al Hundabrævið són els següents (de nord a sud): Hattarvík, Kirkja, Viðareiði, Múli, Kunoy, Mikladalur, Húsar, Elduvík, Leirvík, Lamba, Nes, Skála, Strendur, Selatrað, Oyri, Eiði, Hvalvík, Kollafjørður, Vestmanna, Saksun, Nólsoy, Koltur, Miðvágur, Sørvágur, Gásadalur, Mykines, Skálavík, Húsavik, Dalur, Skarvanes, Øravík, Porkeri, Vágur i Fámjin. Se sap que algunes d'aquestes aldees són bastant més antigues, però no són esmentades en documents anteriors, com el Seyðabrævið (Carta de les ovelles) o el Færøyingesaga (Saga dels feroesos).